# Тігашево
Тіга́шево (рос. Тигашево, чув. Тикеш) — присілок у складі Батиревського району Чувашії, Росія. Входить до складу Бікшицького сільського поселення.
Населення — 365 осіб (2010; 428 у 2002).
Національний склад:
- чуваші — 100 %